# Saint-Paul-de-Varax
Saint-Paul-de-Varax è un comune francese di 1 518 abitanti situato nel dipartimento dell'Ain della regione dell'Alvernia-Rodano-Alpi.

## Società

### Evoluzione demografica
Abitanti censiti